# Audi 200 II
Cet article concerne la deuxième génération de l’Audi 200. Pour des informations générales sur l’Audi 200, consultez Audi 200.
En septembre 1983, Audi présente une nouvelle 200 basée sur l'Audi 100 C3 (Type 44). L'Audi 200 n'était disponible qu'avec des moteurs essence cinq cylindres.
À partir de mi-1984, il y avait aussi une version Avant pour la deuxième génération d'Audi 200, qui a été fabriqué à partir de 1983 et construit jusqu'à fin 1990. La 200 était alors également disponible avec la transmission intégrale quattro d'Audi. Jusqu'en 1988 et la présentation de l'Audi V8 avec un moteur huit cylindres, l'Audi 200 était le modèle le plus haut de gamme dans la gamme des modèles Audi.

## Historique du modèle

### Général

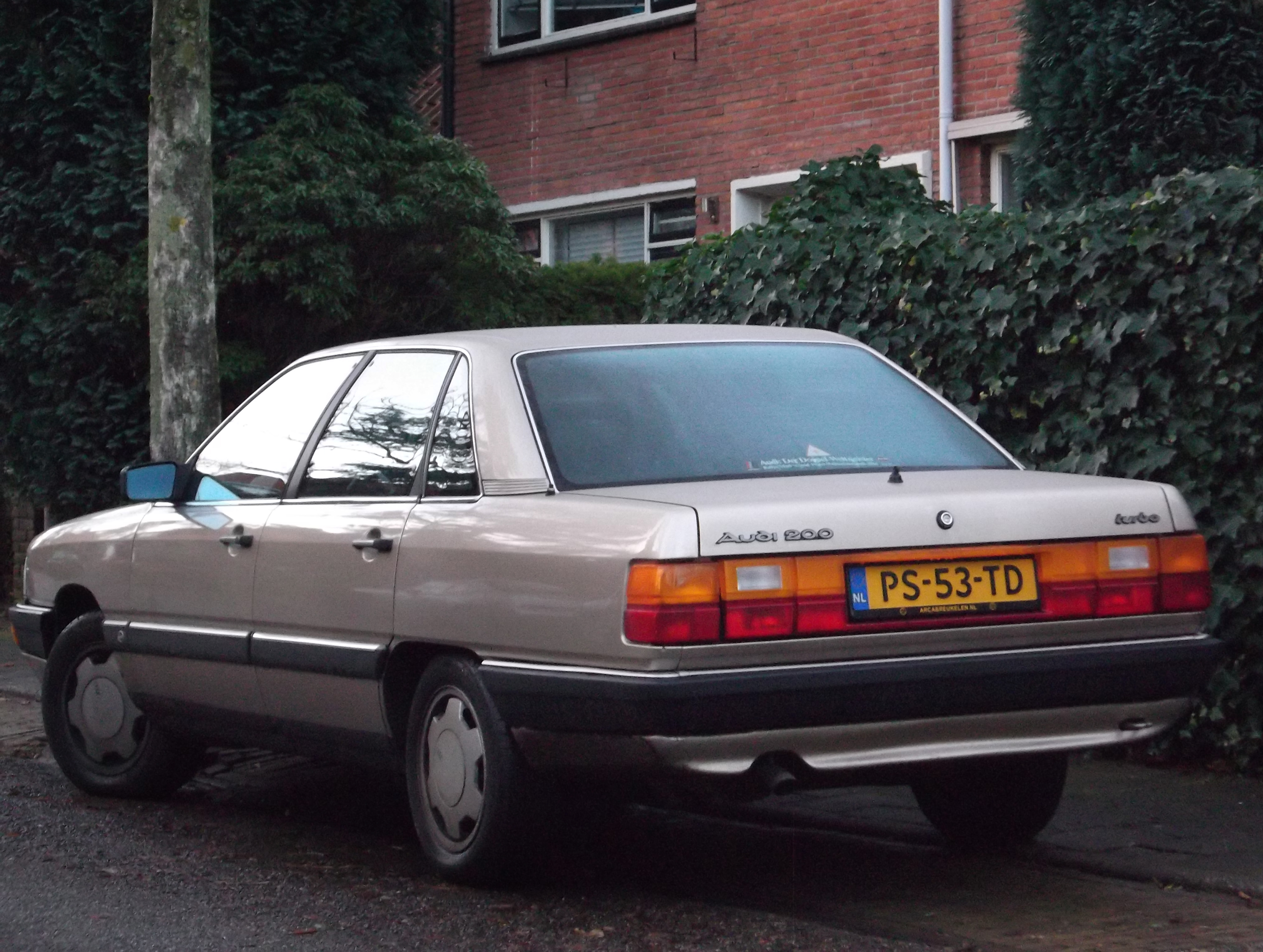
Vue arrière

Après que l'Audi 100 C3 eut été présentée en 1982 et est fait sensation avec son coefficient de traînée, l'Audi 200 n'a pas atteint la valeur record de l'Audi 100 en raison des pièces ajoutées et modifiées. Malgré une carrosserie identique, elle a été mesurée légèrement moins bien avec un coefficient de traînée de 0,33. Avec un coefficient de traînée (Cx) de 0,30, l'Audi 100 C3 était plus profilée que la plupart des autres véhicules de l'époque. Des problèmes tels que le "chauffage intérieur" dû aux vitres légèrement inclinées ont été soulevés et discutés publiquement pour la première fois à cause de ce modèle.
L'avant de l'Audi 200 diffère de l'Audi 100 avec des phares jumelés plus larges, des phares antibrouillard standard, un grand bas de caisse avant couleur carrosserie et un capot différent. Comme sur le modèle précédent, la 200 Type 43, les clignotants avant sont intégrés dans le pare-chocs. Le panneau entre les feux arrière est continu et conserve les couleurs des feux arrière.
Alors que l'Audi 100 était divisée en catégories d'équipement jusqu'à sa révision de début 1988 (modèle de base sans panneau noir entre les feux arrière dans la zone de la plaque d'immatriculation, CC, CS (équipement sportif) et CD), l'Audi 200 était initialement uniquement disponible avec l'équipement le plus cher. Jusqu'au lifting de début 1988, l'Audi 200 avait un intérieur différent de celui de l'Audi 100 avec un tableau de bord différent, des panneaux de porte spéciaux et des sièges rembourrés plus élaborés.
Les moteur atmosphérique cinq cylindres étaient disponibles avec 2,1 litres de cylindrée et 100 kW (136 ch), 2,2 litres de cylindrée et 101 kW (137 ch) et enfin un 2,3 litres de 100 kW (136 ch). Tous les autres moteurs étaient des moteurs turbo cinq cylindres avec des cylindrées de 2,1 et 2,2 litres et des puissances comprises entre 121 et 162 kW. Sur demande, l'Audi 200 était initialement également disponible en "Behördenversion" avec le moteur essence cinq cylindres de 98/100 kW, familier, de l'Audi 100.
Plus tard, il y a eu le modèle spécial 200 Exclusiv avec des passages de roue évasés et un équipement encore plus complet, y compris des sièges en cuir à réglage électrique et la climatisation automatique. Jusqu'à l'introduction de l'Audi V8, la 200 était l'Audi de série la plus chère. L'Audi 200 Exclusiv coûtait environ 79 000 Deutsche Mark en 1987 (environ 72 100 Euros aujourd'hui).

### Lifting
Début 1988, les Audi 200 et 100 ont reçu un intérieur ergonomiquement amélioré. De plus, au cours de la dernière année de production, un coussin gonflable de sécurité (« airbag ») conducteur était disponible moyennant un supplément.
Pendant une courte période (de 1988 à 1990), des moteurs plus puissants ont été proposés, produisant 140 kW (transmission automatique uniquement; code moteur 2B) et 147 kW (code moteur 1B). Il y avait des boîtes de vitesses manuelles à cinq vitesses dans les voitures à traction avant et à traction intégrale, la boîte de vitesses automatique à trois vitesses n'était disponible qu'en combinaison avec la traction avant. Cette génération d'Audi 200 a également été la première à proposer la transmission intégrale permanente quattro en conjonction avec une transmission manuelle.
À partir de mars 1989, le modèle haut de gamme était l'Audi 200 quattro 20V avec un moteur cinq cylindres turbocompressé avec quatre soupapes par cylindre (code moteur 3B) de 2,2 litres basé sur le moteur de l'Audi Quattro. La puissance de 162 kW (220 ch) assure une vitesse de pointe de 242 km/h (238 km/h pour la variante break) et une accélération de 0 à 100 km/h en 6,6 s (6,7 s pour la variante break). Avec cette variante de moteur, l'Audi 200 était l'une des berlines de série les plus rapides de l'époque (données d'usine). Dans le rapport de conduite du Frankfurter Allgemeine Zeitung, il était dit à l'époque:

« Il faut chercher très haut dans le classement des voitures pour trouver une berline motorisée tout aussi impressionnante : 246 km/h en vitesse de pointe et 7,5 secondes de 0 à 100 km/h sont des valeurs que l'on ne trouve que dans les BMW et Mercedes les plus chères, mais qui peuvent difficilement être dépassées. »

— Gerold Lingnau
Audi a annoncé l'Audi 200 sous forme de placement de produit dans des films et des séries. Dans la série La Clinique de la Forêt-Noire, diffusée sur la ZDF, le médecin-chef Prof. Dr. Brinkmann conduit une Audi 200 et une Audi 200 a également été utilisée dans le film de James Bond de 1987, Tuer n'est pas jouer.
L'Audi 200 Type 44 était la dernière Audi 200 proposée en Allemagne, sa production s'est terminée mi-1991. 94 000 unités de la deuxième génération de l'Audi 200 ont été produites jusqu'en 1991.

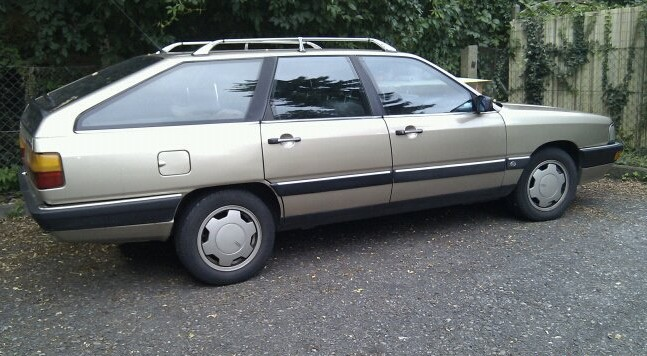
Audi 200 Avant (1984–1990)
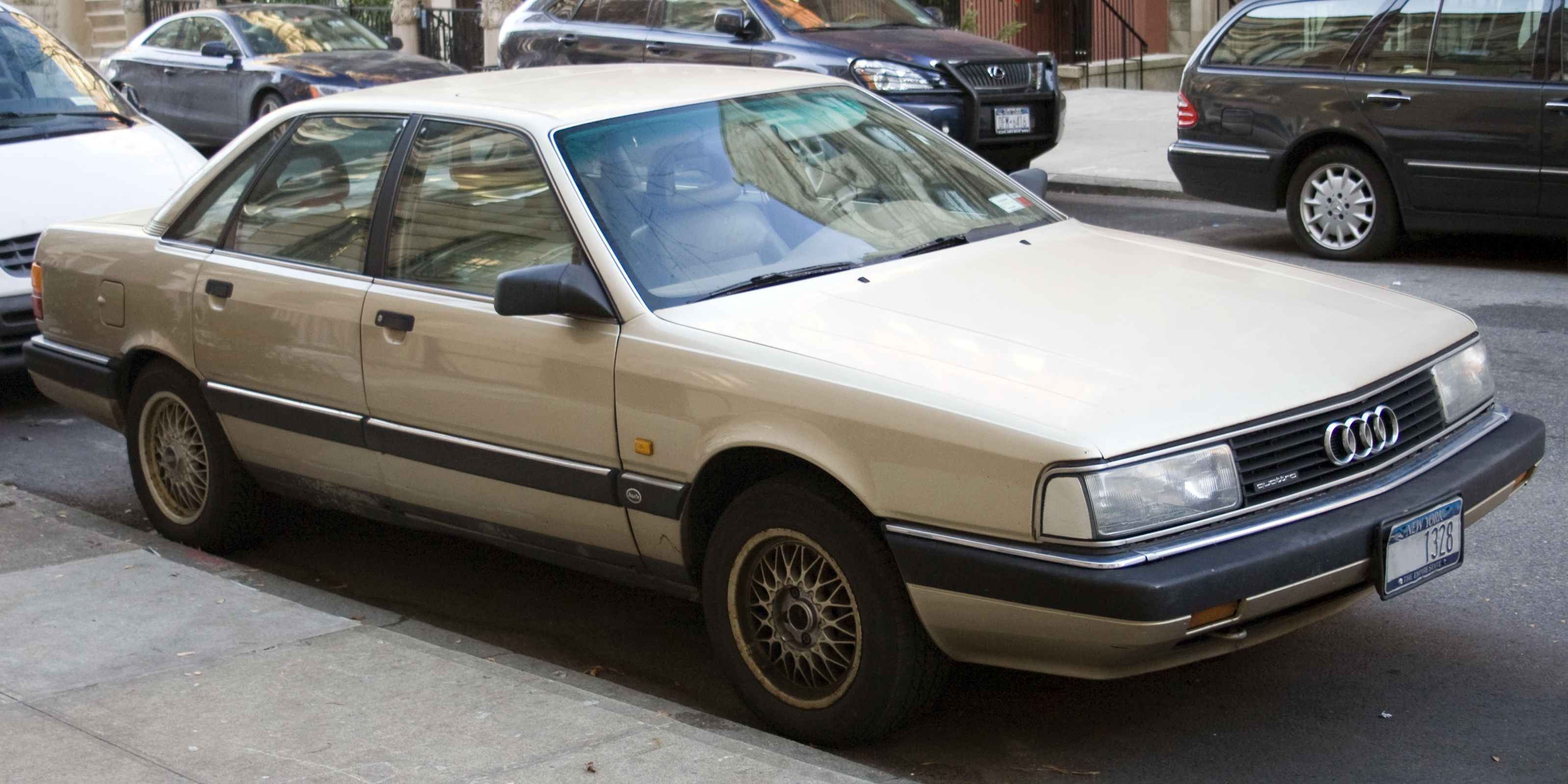
Audi 200 quattro 20V (1989–1991)
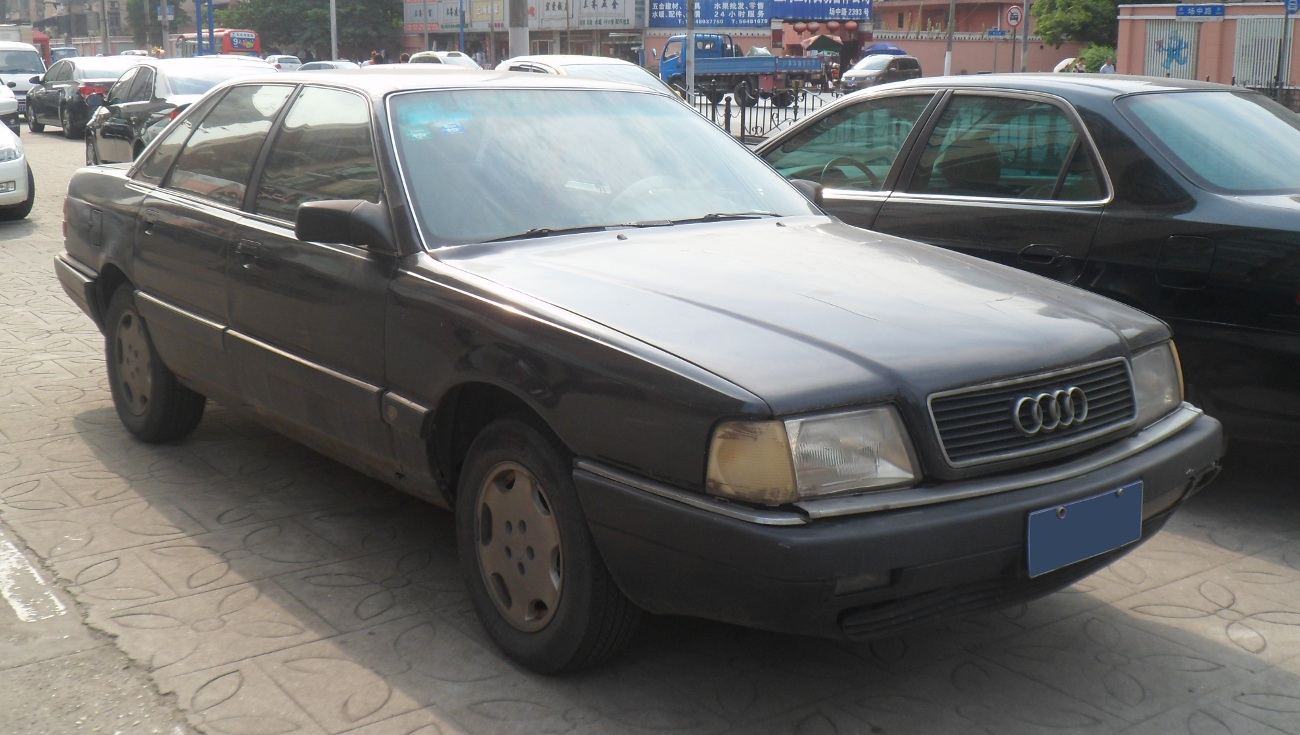
Audi 200 (Chine; 1994–1999)
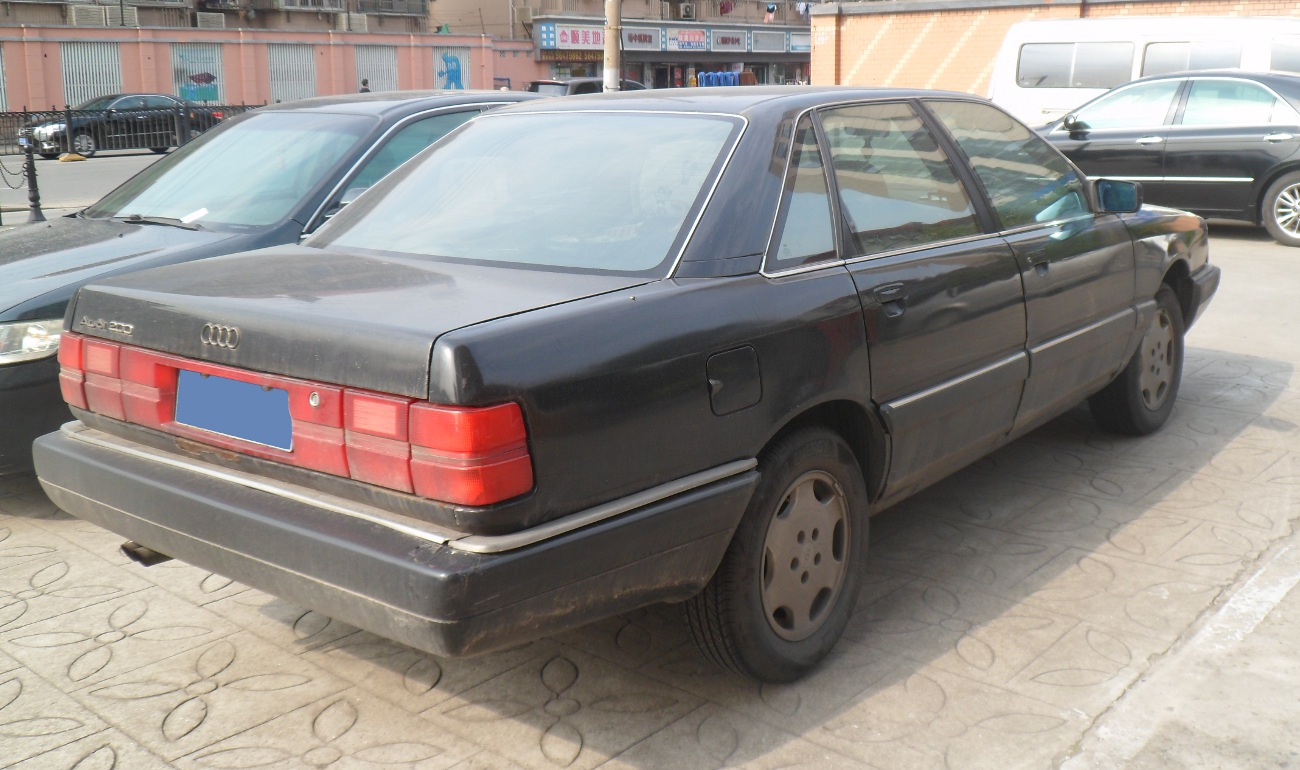
Audi 200, vue arrière (Chine; 1994–1999)
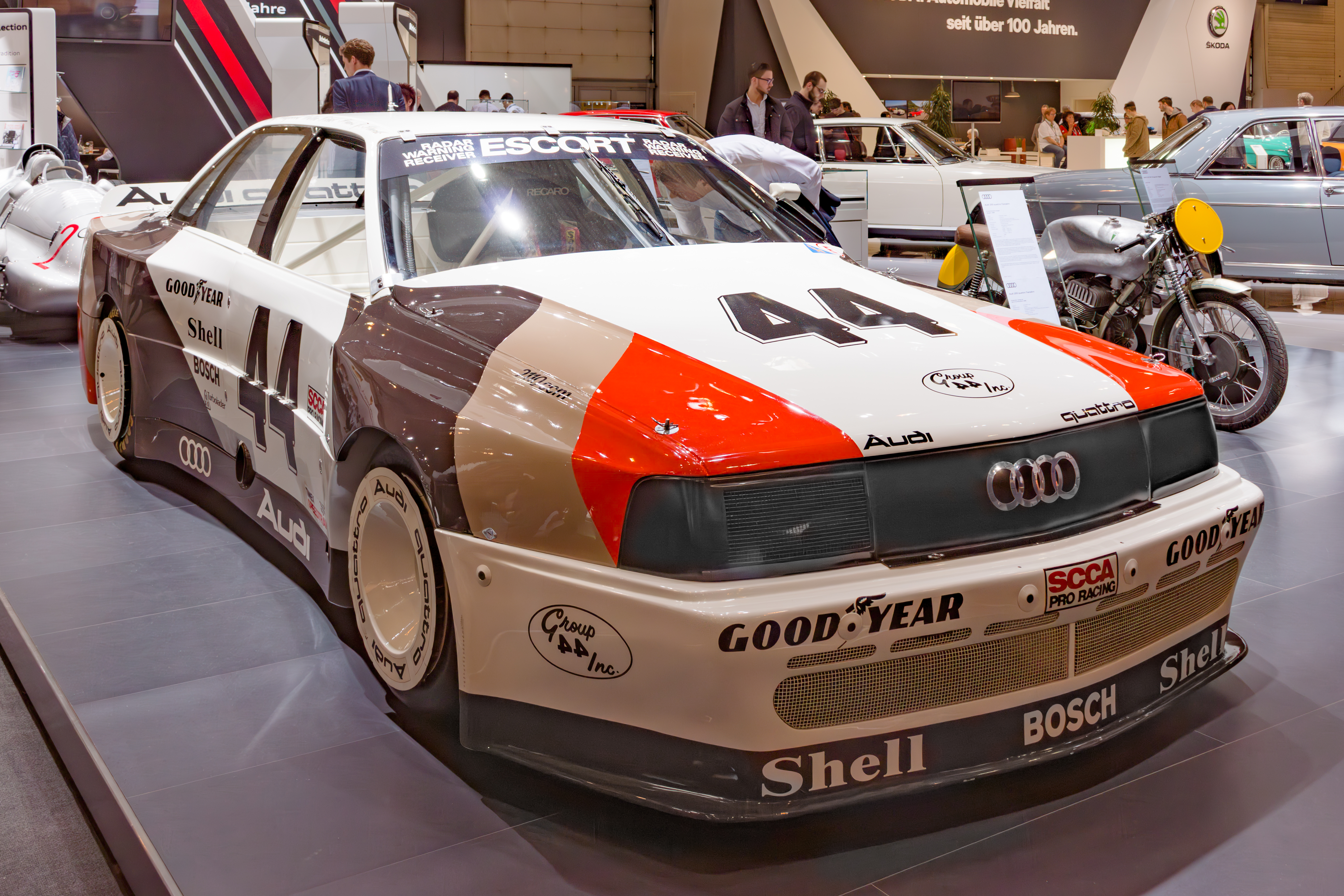
Audi 200 quattro Trans-Am

## Voitures de course basées sur l'Audi 200

### Audi 200 Groupe A
Chronologie des modèles (-)
Audi Quattro
Audi Sport a participé avec deux Audi 200 préparées au championnat du monde des rallyes 1987 avec les pilotes Hannu Mikkola et Walter Röhrl dans le cadre d'un programme de promotion du modèle aussi bien en Europe que de l'autre côté de l'atlantique avec l'Audi 200 quattro Trans-Am, expliquant pourquoi la firme a choisi cet encombrant modèle pour remplacer l' Audi Quattro dans le championnat du monde de rallye, reléguant le coupé quattro, plus adapté, au second plan.
Cette saison, l'équipe ne remportera qu'une seule victoire sur le Rallye Safari 1987, Hannu Mikkola finissant en tête et Walter Röhrl à la seconde place du podium.
Comparée à sa rivale directe, la Lancia Delta HF 4WD, la 200 manquait cruellement d'agilité avec son lourd et encombrant châssis et son moteur peu poussé (environ 250 ch au lieu des 182 d'origine).

### Voiture record de Talladega
Comme les succès d'Audi en rallye ont reçu peu d'attention aux États-Unis, Audi a planifié sa promotion avec un record de vitesse. A cet effet, plusieurs Audi 200 C3 ont été modifiées en 1985 et équipées de plaques signalétiques américaines Audi 5000 CS Turbo quattro. Elles avaient un moteur cinq cylindres 25 V de 2,2 L et 650 ch, une carrosserie en partie en aluminium et des réglages aérodynamiques. La position assise du conducteur, la disposition du moteur et d'autres accessoires ont également été modifiés. Le 24 mars 1986, Bobby Unser a établi un record de vitesse terrestre pour les véhicules à quatre roues motrices au Talladega Superspeedway. Il a fait le tour de l'ovale en 46 s et atteint une vitesse moyenne de 322 km/h.
Données :
- Cylindrée : 2,2 l
- Cylindre : 5
- Soupape : 25
- Pression de suralimentation max : 3 bar
- Puissance maximum : 650 PS
- Poids à vide : 1072 kg
- Coefficient de traînée (cx) : 0,33
- Vitesse de pointe : ~330 km/h

### Voiture record de Nardò
Inspirés par la tentative de record de Talladega, trois autres véhicules record basés sur l'Audi 200 C3 ont été construits en 1987, elles devaient être utilisées sur la piste d'essai de 12,6 km du Circuit de Nardò dans le sud de l'Italie pour des "records du monde d'endurance en vitesse de pointe". À cette fin, le véhicule a encore été allégé, notamment avec des portes en aluminium et des ailes en plastique. Les rétroviseurs extérieurs ont été omis. La voiture pesait environ 1500 kg, dont 340 litres d'essence, moyens d'exploitation compris. Afin de perdre moins de temps lors des arrêts, un système de freinage performant et un système de ravitaillement rapide ont été installés. Un changement d'huile et de pilote avec ravitaillement pouvait être effectué en 25 s.
Le célèbre moteur cinq cylindres 25 V de 2,2 litres était équipé de bielles en titane et délivrait 650 ch à 6100 tr/min. La charge de la pression pour la suralimentation pouvait atteindre jusqu'à 3 bars.
En avril 1988, les premières tentatives de record ont été faites. Des vitesses de pointe de plus de 345 km/h ont été atteintes.
Finalement, Audi avait établi plusieurs records de vitesse à long terme. Dont celui des 500 miles avec une vitesse moyenne de 324,509 km/h et celui des 1000 km avec une vitesse moyenne de 326,403 km/h. En 1988, l'une des voitures de Nardò a établi un record de vitesse de 358,923 km/h en Afrique du Sud.
Données :
- Cylindrée : 2,2 l
- Cylindre : 5
- Soupape : 25
- Pression de suralimentation max : 3 bar
- Puissance maximum : 650 PS
- Poids : 1500 kg (en course)
- cx : 0.27
- Vitesse de pointe : ~360 km/h

### Audi 200 quattro Trans-Am
L'Audi 200 quattro Trans-Am, basée sur l'Audi 200 C3, a été la première voiture de course d'usine pour les circuits utilisée par Audi depuis les voitures de course Auto Union des années 1930.

## Chiffres de production de l'Audi 200 20V
| Année | Berline | Avant |
| ----- | ------- | ----- |
| 1987  | 5       | 3     |
| 1988  | 31      | 15    |
| 1989  | 1.972   | 647   |
| 1990  | 2.553   | 905   |
| 1991  | 206     | 46    |
| Total | 4.767   | 1.616 |

Selon la KBA, au 1er janvier 2015, au moins 521 véhicules avec des numéros de code du modèle 200 C3 étaient encore immatriculés.

## Audi V8 (Type 44/4C)

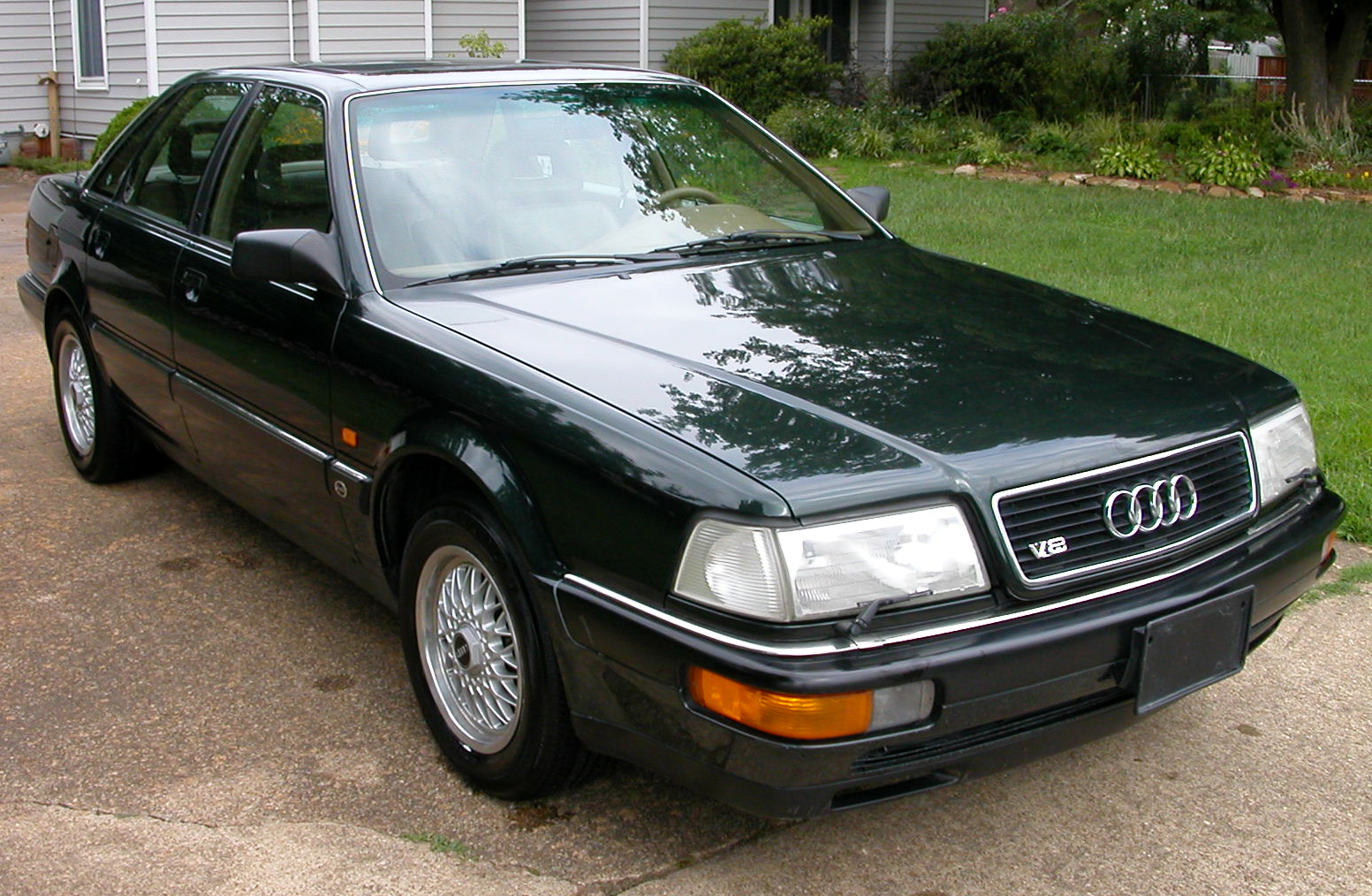
Audi V8 (1988–1994)

Parallèlement à l'Audi 200, il y avait une autre variante de l'Audi 100 à partir de l'automne 1988, l'Audi V8 (D11), qui devait à l'origine s'appeler l'Audi 300, qui coûtait encore plus cher que l'Audi 200.
Elle était initialement exclusivement proposée avec un moteur V8 d'une cylindrée de 3,6 litres et d'une puissance de 184 kW (250 ch), une transmission intégrale Quattro et une transmission automatique, mais elle n'a pas atteint les performances de conduite de l'Audi 200 Quattro 20V.
À partir de mi-1992, un moteur V8 de 4,2 litres (4 172 cm³) d'une puissance de 206 kW (280 ch) était disponible.
Dans le cas de l'Audi V8, les différences avec l'Audi 100 en termes de carrosserie étaient plus importantes que dans le cas de l'Audi 200. Ceux-ci incluent un avant du véhicule redessiné, un châssis avec une voie plus large, des passages de roue plus larges et des pare-chocs modifiés. Les portes arrière et les moulures latérales différaient également de l'Audi 200, tout comme le groupe d'instrumentations.
Audi voulait commercialiser la V8 en tant que voiture full-size à part entière, mais elle n'a pas pu tenir tête à la Mercedes-Benz Classe S ou à la BMW Série 7 car, malgré les différences mentionnées, elle était toujours perçue comme une Audi 100. Malgré des mesures publicitaires coûteuses, les chiffres de vente sont restés bien en deçà des attentes. La production de la V8 a pris fin mi-1994. La V8 a été remplacée par la toute nouvelle Audi A8 indépendante et plus grande.